# Port de Singapour
Pour les articles homonymes, voir Singapour (homonymie).
Le port de Singapour est le second port de conteneurs du monde (31 649 400 EVP en 2007, 39 010 000 EVP en 2023),. et en tonnage 483 616 000 tonnes après celui de Shanghai. Les autorités portuaires évoquent 5 000 entreprises maritimes de toute nature représentant 150 000 salariés et réalisant 7 % du PIB de l'économie de Singapour, la principale étant PSA International[Quand ?].

## Panorama

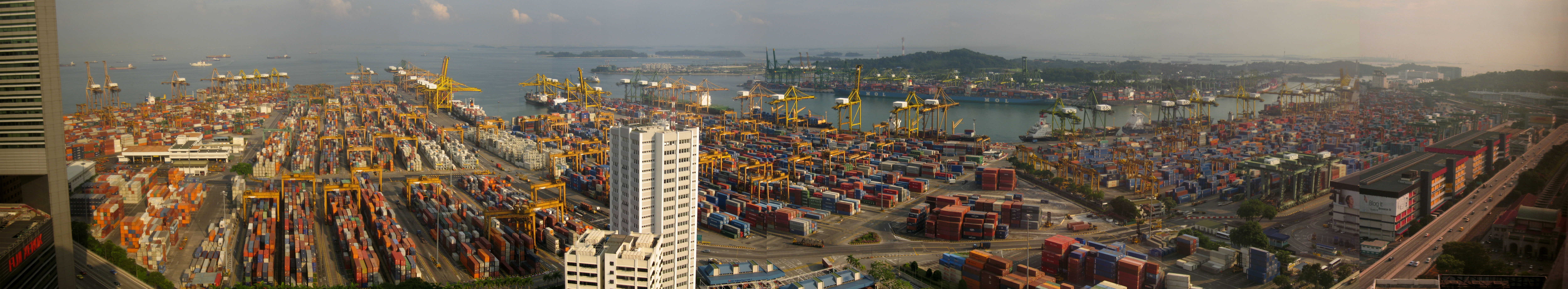
Vue panoramique du port de Singapour.

## Localisation
Les infrastructures portuaires se trouvent pour l'essentiel sur la rive sud de Pulau Ujong, la principale île de l'archipel singapourien, ainsi que sur l'île de Jurong, et sont bordées par le détroit de Singapour.

## Infrastructure

### Terminaux
Le port de Singapour est constitué des terminaux suivants[Quand ?] :
| Terminal      | Nombre de jetées | Longueur de quai (m) | Surface (ha) | Tirant d'eau (m) | Grues de quai |
| ------------- | ---------------- | -------------------- | ------------ | ---------------- | ------------- |
| Brani         | 9                | 1000                 | 80           | 15               | 26            |
| Keppel        | 14               | 3 200                | 100          | 14,6             | 42            |
| Pasir Panjang | 23               | 7 900                | 335          | 16               | 7             |
| Tanjong Pagar | 8                | 2 300                | 85           | 14,6             | 27            |

### Sécurité informatique
Les autorités portuaires ont inauguré un centre opérationnel de cybersécurité maritime le 16 mai 2019.